# Washington H. Timmerman
Washington Hodges Timmerman (* 29. Mai 1832 im Edgefield County, South Carolina; † 14. Juli 1908 im Aiken County, South Carolina) war ein US-amerikanischer Politiker. Zwischen 1893 und 1897 war er Vizegouverneur des Bundesstaates South Carolina.

## Werdegang
Washington Timmerman wuchs im Edgefield County auf. Nach einem anschließenden Medizinstudium und seiner Zulassung als Arzt begann er in diesem Beruf zu arbeiten. Außerdem war er als Farmer tätig. Während des Bürgerkrieges diente er im Heer der Konföderation, in dem er bis zum Hauptmann aufstieg. Politisch war er Mitglied der Demokratischen Partei. Er saß sowohl im Repräsentantenhaus von South Carolina als auch im Staatssenat, wo er das Amt des President Pro Tempore bekleidete.
Nach dem Rücktritt von Vizegouverneur Eugene Gary, der eine Richterstelle am South Carolina Supreme Court antrat, musste Timmerman entsprechend der Staatsverfassung als President Pro Tempore des Staatssenats das freigewordene Amt des Vizegouverneurs übernehmen, in das er später auch offiziell gewählt wurde. Diese Position hatte er zwischen 1893 und 1898 inne. Dabei war er Stellvertreter des Gouverneurs und formaler Vorsitzender des Senats. Bis 1894 amtierte er unter Gouverneur Benjamin Tillman und danach unter dessen Nachfolger John Gary Evans. Im Jahr 1895 nahm Timmerman als Delegierter an einem Verfassungskonvent seines Staates teil. Außerdem war er zwei Mal als State Treasurer Finanzminister von South Carolina. Er starb am 14. Juli 1908.